# Зимові Олімпійські ігри 1936
Зимові Олімпійські ігри 1936 або IV Зимові Олімпійські ігри — міжнародне спортивне змагання із зимових видів спорту, яке проходило під егідою Міжнародного олімпійського комітету у місті Гарміш-Партенкірхен, Третій Рейх з 6 лютого по 16 лютого 1936 року.

## Учасники
| - Австралія - Австрія - Бельгія - Болгарія - Канада - Чехословаччина - Естонія - Фінляндія - Франція - Німеччина |  | - Велика Британія - Греція - Угорщина - Італія - Японія - Латвія - Ліхтенштейн - Люксембург - Нідерланди |  | - Норвегія - Польща - Румунія - Іспанія - Швеція - Швейцарія - Туреччина - США - Югославія |

## Медальний залік
| Місце | Країна                | Золото | Срібло | Бронза | Загалом |
| ----- | --------------------- | ------ | ------ | ------ | ------- |
| 1     | Норвегія (NOR)        | 7      | 5      | 3      | 15      |
| 2     | Німеччина (GER)       | 3      | 3      | 0      | 6       |
| 3     | Швеція (SWE)          | 2      | 2      | 3      | 7       |
| 4     | Фінляндія (FIN)       | 1      | 2      | 3      | 6       |
| 5     | Швейцарія (SUI)       | 1      | 2      | 0      | 3       |
| 6     | Австрія (AUT)         | 1      | 1      | 2      | 4       |
| 7     | Велика Британія (GBR) | 1      | 1      | 1      | 3       |
| 8     | США (USA)             | 1      | 0      | 3      | 4       |
| 9     | Канада (CAN)          | 0      | 1      | 0      | 1       |
| 10    | Угорщина (HUN)        | 0      | 0      | 1      | 1       |